# Riein
Riein est une localité et une ancienne commune suisse du canton des Grisons, située dans la région de Surselva.